# NRK Klassisk
NRK Klassisk (tidigare: NRK Alltid Klassisk) är en radiokanal i Norge. Den var världens första heldigitala radiokanal (DAB). Kanalen, som presenterar klassisk musik dygnet runt, lanserades den 1 juni 1995 av Tor Fuglevik, som då var generaldirektör för NRK Radio, den norska motsvarigheten till Sveriges Radio.